# Implosionstherapie
Die Implosionstherapie ist eine Form der Verhaltenstherapie, bei der auch psychodynamische Aspekte mit in die Konfrontation einfließen. Stampf und Levis (1967) sprachen in Bezug auf psychodynamische Theorien von sequenziellen Cues wie Aggression, Bestrafung, anales Material und sexuelles Material. Die Therapie hat folgende Merkmale:
- Die Konfrontation erfolgt nur in der Vorstellung (in sensu).
- Die Situation wird massiv übertrieben.
- Technisch und theoretisch stehen psychodynamische Modellvorstellungen im Mittelpunkt.

Der einzige Unterschied zur Reizüberflutung (Flooding) bestehe darin, dass die ausgesuchten Reize der psychodynamischen Theorie entstammen.

## Durchführung
Die Durchführung erfolgt in zwei Schritten:
- Erstellen einer Angsthierarchie
- Reizkonfrontation in sensu, bei der ein möglichst hohes Angstniveau erreicht werden soll. Dabei wird versucht, den Patienten auf hohem Angstniveau zu halten, bis die Angst spontan zurückgeht. Dieses spontane Zurückgehen wird als Implosion bezeichnet.[1] Damit kein Reiz mehr in der Lage ist, Angst auszulösen, wird die Angsthierarchie vollständig abgearbeitet.

## Kritik
Aufgrund der ungenauen Beschreibung, wie die Methode durchgeführt wird, aufgrund von Problemen bei der Durchführung und bei der Entwicklung von Alternativen, die diese Probleme nicht aufweisen, ist die Implosionstherapie in den Hintergrund gerückt.